# NHK松崎テレビ中継局
NHK松崎テレビ中継局（エヌエイチケイまつざきテレビちゅうけいきょく）は、静岡県賀茂郡松崎町に置かれているテレビの中継局。

## 所在地
- 賀茂郡松崎町（ヒラダイラ[1]、牛原山[2]）[3][4]

## 中継局概要

### デジタルテレビ放送
| リモコン 番号 | 放送局名     | チャンネル 番号 | 空中線 電力 | ERP  | 偏波面   | 放送対象地域 | 放送区域 内世帯数 | 運用開始日     |
| ------------- | ------------ | --------------- | ----------- | ---- | -------- | ------------ | ----------------- | -------------- |
| 1             | NHK静岡 総合 | 52              | 1W          | 2.6W | 水平偏波 | 静岡県       | 約3,000世帯       | 2010年12月24日 |
| 2             | NHK静岡 教育 | 47              | 1W          | 2.6W | 水平偏波 | 全国         | 約3,000世帯       | 2010年12月24日 |

#### 放送エリア
- 松崎町及び西伊豆町の一部[3][4]

#### 歴史
- 2010年
  - 11月25日 - 予備免許交付[3]
  - 12月1日 - 試験放送開始
  - 12月22日 - 本免許交付[4]
  - 12月24日 - 本放送開始[1][5]

### アナログテレビ放送
| チャンネル 番号 | 放送局名     | 空中線 電力       | ERP               | 偏波面   | 放送対象地域 | 放送区域 内世帯数 | 運用開始日    | 放送終了日    |
| --------------- | ------------ | ----------------- | ----------------- | -------- | ------------ | ----------------- | ------------- | ------------- |
| 49              | NHK静岡 教育 | 映像10W/ 音声2.5W | 映像30W/ 音声7.5W | 水平偏波 | 全国         | 約-世帯           | 1970年11月7日 | 2011年7月24日 |
| 51              | NHK静岡 総合 | 映像10W/ 音声2.5W | 映像30W/ 音声7.5W | 水平偏波 | 静岡県       | 約-世帯           | 1970年11月7日 | 2011年7月24日 |

#### 歴史
- 1970年11月7日 - 「NHK松崎テレビ中継局」開局。
- 2011年7月24日 - 正午をもって放送終了し、デジタルテレビ放送に完全移行した。